# 65 Arietis
Désignations
65 Arietis (en abrégé 65 Ari) est une étoile de la constellation du Bélier. 65 Arietis est sa désignation de Flamsteed. Elle a une magnitude apparente de 6,07, ce qui signifie qu'elle est faiblement visible à l'œil nu lorsqu'elle est observée sous un ciel sombre. Sur la base d'un décalage annuel de la parallaxe de 9,45 mas, elle est située à environ 345 années-lumière (106 parsecs) de la Terre. Elle se rapproche du Système solaire avec une vitesse radiale héliocentrique d'environ −6 km/s.
65 Arietis est une étoile blanche de la séquence principale de type spectral A1 V. Elle a une masse d'environ 2,45 fois celle du Soleil et brille avec une luminosité 40 fois supérieure à celle du Soleil. Sa température effective est de 10 300 K, ce qui lui donne la couleur blanche d'une étoile de type A. Elle est à environ 23 % de sa durée de vie sur la séquence principale, caractérisée par la fusion de l'hydrogène dans son noyau.